# NGC 2283
NGC 2283 (другие обозначения — ESO 557-13, MCG −3-18-2, IRAS06436-1809, CGMW 1-369, PGC 19562) — спиральная галактика с перемычкой (SBc по Хабблу, SB(s)cd по Вокулёру) в созвездии Большого Пса. Открыта 7 февраля 1785 года Уильямом Гершелем, который описал её следующим образом: «3 или 4 маленькие звезды с туманностью, очень слабые, проверено при [увеличении] 240». Этот объект входит в число перечисленных в оригинальной редакции «Нового общего каталога».
На изображении DSS объект выглядит как спиральная галактика с перемычкой. Она повёрнута диском к наблюдателю, ядро и перемычка слабые. Один узкий спиральный рукав выходит с юга и поворачивает на север. Спиральный рукав, выходящий с севера перемычки, разделяется на два рукава, идущие на юг, и является намного более широким. Визуально в любительский телескоп даже средней апертуры галактику очень трудно разглядеть. Она выглядит как тусклое туманное пятно света, связанное с западной вершиной треугольника из слабых звёзд. Лучше всего её видно при среднем увеличении, она выглядит плохо очерченной, с неправильными краями. Галактика находится в 8,25′ к восток-северо-востоку от звезды поля 8-й величины. Радиальная скорость: 662 км/с. Расстояние: 30 млн световых лет. Диаметр: 30 тыс. световых лет.
В галактике выполнялся поиск источника всплеска гравитационных волн. Галактика принадлежит к достаточно рассеянной группе галактик на низкой галактической широте, темп звездообразования в ней составляет около 1 M⊙/год.